# Lomelosia
Genre
Classification phylogénétique
Lomelosia est un genre de plantes herbacées vivaces de la famille des Dipsacaceae selon la classification classique de Cronquist (1981), de la famille des Caprifoliaceae selon la classification phylogénétique.

## Liste d'espèces
Selon ITIS (1er avril 2018) :
- Lomelosia caucasica (M. Bieb.) Greuter & Burdet
- Lomelosia palaestina (L.) Raf.
- Lomelosia stellata (L.) Raf.

Selon NCBI (29 septembre 2024) :
- Lomelosia albocincta
- Lomelosia argentea
- Lomelosia brachiata
- Lomelosia calocephala
- Lomelosia caucasica
- Lomelosia crenata
- Lomelosia cretica
- Lomelosia graminifolia
- Lomelosia isetensis
- Lomelosia olivieri
- Lomelosia palestina
- Lomelosia simplex
- Lomelosia songarica
- Lomelosia stellata

Selon Plants of the World online (POWO) (26 aout 2024), 63 espèces ont été acceptées par Plants of the World en ligne à ce jour :
- Lomelosia albocincta 	 (Greuter) Greuter & Burdet
- Lomelosia alpestris 	 (Kar. & Kir.) Soják
- Lomelosia argentea  	(L.) Greuter & Burdet
- Lomelosia aucheri  	(Boiss.) Greuter & Burdet
- Lomelosia austroaltaica 	 (Bobrov) Soják
- Lomelosia balianii 	 (Diratz.) Greuter & Burdet
- Lomelosia bicolor  	(Kotschy ex Boiss.) Greuter & Burdet
- Lomelosia brachiata 	 (Sm.) Greuter & Burdet
- Lomelosia brachycarpa  	(Boiss. & Hohen.) Soják
- Lomelosia calocephala 	 (Boiss.) Greuter & Burdet
- Lomelosia camelorum  	(Coss. & Durieu) Greuter & Burdet
- Lomelosia candollei 	 (Wall. ex DC.) Soják
- Lomelosia caucasica  	(M.Bieb.) Greuter & Burdet
- Lomelosia cosmoides  	(Boiss.) Greuter & Burdet
- Lomelosia crenata  	(Cirillo) Greuter & Burdet
- Lomelosia cretica 	 (L.) Greuter & Burdet
- Lomelosia cyprica 	 (Post) Greuter & Burdet
- Lomelosia deserticola 	(Rech.f.) P.Caputo & Del Guacchio
- Lomelosia divaricata  	(Jacq.) Greuter & Burdet
- Lomelosia epirota 	(Halácsy & Bald.) Greuter & Burdet
- Lomelosia esfandiarii 	 (Jamzad) Ranjbar & Z.Ranjbar
- Lomelosia flavida 	(Boiss. & Hausskn.) Soják
- Lomelosia graminifolia 	(L.) Greuter & Burdet
- Lomelosia gumbetica 	 (Boiss.) Soják
- Lomelosia hispidula 	(Boiss.) Greuter & Burdet
- Lomelosia hololeuca 	(Bornm.) Greuter & Burdet
- Lomelosia hymettia  	(Boiss. & Spruner) Greuter & Burdet
- Lomelosia isetensis  	(L.) Soják
- Lomelosia kurdica 	(Post) Greuter & Burdet
- Lomelosia leucactis 	(Patzak) Soják
- Lomelosia lycia 	 (Stapf) Greuter & Burdet
- Lomelosia macrochaete 	(Boiss. & Hausskn.) Soják
- Lomelosia micrantha 	 (Desf.) Greuter & Burdet
- Lomelosia minoana 	(P.H.Davis) Greuter & Burdet
- Lomelosia oberti-manettii 	 (Pamp.) Greuter & Burdet
- Lomelosia olgae 	 (Albov) Soják
- Lomelosia olivieri 	 (Coult.) Greuter & Burdet
- Lomelosia palaestina 	 (L.) Raf.
- Lomelosia paucidentata 	 (Hub.-Mor.) Greuter & Burdet
- Lomelosia persica 	 (Boiss.) Greuter & Burdet
- Lomelosia poecilocarpa 	 (Rech.f.) P.Caputo & Del Guacchio
- Lomelosia polykratis 	 (Rech.f.) Greuter & Burdet
- Lomelosia porphyroneura 	(Blakelock) Greuter & Burdet
- Lomelosia prolifera 	(L.) Greuter & Burdet
- Lomelosia pseudisetensis 	(Lacaita) Pignatti & Guarino
- Lomelosia pseudograminifolia 	(Hub.-Mor.) Greuter & Burdet
- Lomelosia pulsatilloides 	(Boiss.) Greuter & Burdet
- Lomelosia reuteriana 	 (Boiss.) Greuter & Burdet
- Lomelosia rhodantha 	(Kar. & Kir.) Soják
- Lomelosia rhodopensis 	(Stoj. & Stef.) Greuter & Burdet
- Lomelosia roberti 	(Barratte) Greuter & Burdet
- Lomelosia rotata 	(M.Bieb.) Greuter & Burdet
- Lomelosia rufescens 	(Freyn & Sint.) Greuter & Burdet
- Lomelosia schimperiana 	(Boiss. & Buhse) P.Caputo & Del Guacchio
- Lomelosia simplex 	(Desf.) Raf.
- Lomelosia songarica 	 (Schrenk) Soják
- Lomelosia speciosa 	(Royle) Soják
- Lomelosia sphaciotica 	 (Roem. & Schult.) Greuter & Burdet
- Lomelosia stellata 	 (L.) Raf.
- Lomelosia sulphurea 	(Boiss. & A.Huet) Greuter & Burdet
- Lomelosia transcaspica 	(Rech.f.) P.Caputo & Del Guacchio
- Lomelosia ulugbekii 	(Zakirov) Soják
- Lomelosia variifolia 	(Boiss.) Greuter & Burdet